# Sanae Shintani
Sanae Shintani (新谷早苗 Shintani Sanae?), también conocida también en inglés como Sana Shintani y en japonés como 新谷さなえ, es una cantante y vocalista, realizando principalmente música para series de videojuegos de Bemani hasta que dejó la empresa Konami a inicios de 2010. Actualmente trabaja independientemente.
A pesar de ser una recepcionista que trabaja en Konami, había estado trabajando en el departamento de sonido dirigido en esa época por Maki Kirioka, haciendo una grabación de prueba cuando se le pidió que hiciera una canción provisional, en aquella vez para las franquicias de "Bemani series", que es la producción de sonido perteneciente a Togo Hiyoruki , el cual Sanae recibió el visto bueno para laborar en el equipo Bemani (para las versiones CS para PlayStation) como cantante y vocalista.
Sanae Shintani produjo canciones en varios videojuegos de series de Bemani más de varias docenas de canciones, incluyendo varios álbumes, que ella fue nombrada como "La diva de Konami" por tener una voz excepcional y grandiosa. Además de que se escribieron las letras de las canciones en los primeros días, se publicó la música que ella misma compuso en el 2003. El 31 de marzo de 2006, junta con la celebración de la compañía Konami, se trasladó a KDE-J en una subsidiaria de reciente creación. Además, el departamento se ha trasladado el mismo año a su sede oficial, con departamentos específicos que no fueron revelados su ubicación.
Cabe señalar que el personaje que aparece en las series de pop'n music, Sanae-chan (Escrito como SANAE♥chan) es la misma Sanae Shintani caricaturizada que aparece en cada canción que ella misma produce para la franquicia.

## Alias
Sanae utilizó varios nombres para crear diversas canciones tales como los siguientes:
- Sana
- 新谷さなえ
- apresmidi (vocalista, junta con Hiroshi Takeyasu)
- The Ebisu Singers (junta con Hiroyuki Togo)
- プチさな
- 新谷あきら (junta con Akira Yamaoka)
- KISS SUMMER SISTERS (junta con Manami Fujino y Kiyomi Kumano)
- さな
- 雪村千里

## Discografía
Lo siguiente son aquellos que fueron lanzados con su nombre personal "Sana". La banda sonora enlista todos los trabajos en la que ella participó:
| Orden | Fecha de lanzamiento    | Título            | Observaciones |
| ----- | ----------------------- | ----------------- | --- |
| 1st   | 23 de junio de 2004     | 僕のトナリ        | Es el primer ending del anime Wagamama ☆ fearī mirumodepon! Wanda hō (わがまま☆フェアリー ミルモでポン! わんだほう?). |
| 2nd   | 10 de noviembre de 2004 | Brownie/Make slow | Segundo ending de わがまま☆フェアリー ミルモでポン! わんだほう                                                        |
| 3rd   | 29 de junio de 2005     | チェリ・ガール    | Primer ending de Wagamama ☆ fearī mirumodepon! Chi ~yaamingu (わがまま☆フェアリー ミルモでポン! ちゃあみんぐ?)        |

### Álbum completo
- Sana[3]

1.Sana-mode, (23 de marzo de 2001)
2.Sanative, (20 de marzo de 2002)
3.Sana-mode II 〜pop'n music & beatmania moments〜, (18 de septiembre de 2003)
4.蜜月 〜honey moon〜, (26 de enero de 2005)
5.Sana-molle Collection, (7 de marzo de 2008)
- Konami Style Limited edition:  Álbum de colección de canciones que no fueron grabados en el álbum So far:

6.ボクをさがしに (4 de febrero de 2010)
7.Miracle☆Sparkle (21 de septiembre de 2011)
- 新谷さなえ名

1.pop'n music Artist Collection 新谷さなえ (24 de julio de 2002)

### Miniálbum
- Avril (29 de marzo de 2006)

### DVD
- Sana*TV 〜ビデオクリップコレクション〜 (1 de junio de 2005)

### Distribución limitada
- ケータイミニアルバム「Sana♪フル｣

1.Indigo Bird (Sana feat.猫叉Master)
- 猫叉Master primer CD del álbum "Rain drops"

2.Summer Love Squall (Sana feat.TAK HIRAOKA)
3.Miracle Halloween (disconation J-EURO mix) (Sana remixed Disconation(kors k))
- Primer CD del álbum ボクをさがしに

4.Magical Sky -Ryu☆Remix- (Sana remixed Ryu☆)
5.雪に願いを… (Sana feat.メタルユーキ)
6.Loveholic -Love Syndrome MIX- (Sana remixed RED CARD GENIUS)
7.Make It (Sana feat. good-cool)
- Primer y tercer CD álbum del artista good-cool ボクをさがしに

8.Birds -AMETHYST mix- (Sana Remixed 伸也 from AMETHYSTGRP)
9.Prism♡Heart -RED CARD GENIUS mix- (Sana Remixed RED CARD GENIUS)
- Dear My Boy - Sota Fujimori feat. Sana

## Participaciones en Bemani
Sanae escribió y compuso diversas canciones para varios videojuegos de música en Konami y son los siguientes:

### beatmania
- Bossanova a Yebisu (beatmania APPEND YEBISU MIX)
- PAPAYAPA BOSSA (beatmania APPEND YEBISU MIX)
- Miracle Moon (beatmania APPEND GOTTA MIX)
- more deep (beatmania APPEND GOTTA MIX)
- サナ・モレッテ・ネ・エンテ (beatmania APPEND GOTTA MIX 2)
- SANA MOLLETTE NE ENTE -B.L.T.STYLE- (beatmania APPEND Club MIX)
- Miracle Moon 〜L.E.D. LIGHT STYLE MIX〜 (beatmania APPEND 5th MIX)
- La Bossanova de Sana (beatmania 6thMIX+CORE REMIX)
- fellows (beatmania THE FINAL)

### beatmania IIDX
- THE SHINING POLARIS (beatmania IIDX 5th style new songs collection)
- more deep (ver.2.1) (beatmania IIDX 5th style new songs collection)
- jelly kiss (beatmania IIDX 6th style new songs collection)
- Let the Snow Paint Me (beatmania IIDX 7th style)
- 真夏の花・真夏の夢 (beatmania IIDX 9th style)
- Think of me (beatmania IIDX 10th style)
- INJECTION OF LOVE (beatmania IIDX 11 RED)
- エブリデイ・ラブリデイ -L.E.D. STYLE MIX- (家庭用beatmania IIDX 8th style)
- おおきなこえで (beatmania IIDX 18 Resort Anthem)

### pop'n music
- すれちがう二人 (pop'n music)
- Prism Heart (家庭用pop'n music 2)
- Take me to... (pop'n music 3)
- 8月のサヨナラ (pop'n music 3)
- birds (pop'n music 4)
- くちうるさいママ (家庭用pop'n music 4)
- une fille dans la pluie (日本語版) (pop'n music 5)
- Over the hill (pop'n music 6)
- White Lovers (pop'n music 7)
- 会社 (セカイ) はワタシで廻ってる!? (pop'n music 8)
- une lettle de mon copain (pop'n music 8)
- 今夜、森をぬけて (家庭用 pop'n music 6)
- White Eve (pop'n music 9)
- 光の季節
  - Covers con beatmaniaIIDX 7th style:
- 翔べない天使 (家庭用pop'n music 7)
- Go Easy !! (pop'n music 10)
- Sea Side City (pop'n music 10)
- Loveholic (家庭用pop'n music 9)
- Space Dog (pop'n music 11)
- エブリデイ・ラブリデイ (家庭用pop'n music 10)
- 流星☆ハニー (pop'n music 12 いろは)
- ハーフムーンビーチで逢いましょう (家庭用pop'n music 11)
- わたしのフォーティーン (『フィーバー戦士ポップン14』エンディングテーマ) (pop'n music 14 FEVER!)
- FU-FA (pop'n music 15 ADVENTURE)
- タンバリンビーツ (pop'n music 16 PARTY♪)
- GEO SONG (pop'n music 17 THE MOVIE)
- Liebe〜望郷〜 (pop'n music 18 せんごく列伝)
- ボクをさがしに (pop'n music 18 せんごく列伝)
- ナスカの丘 (pop'n music 19 TUNE STREET)

### GUITARFREAKS & drummania
- La Bossanova de Sana (家庭用GUITARFREAKS 2nd MIX)
- ほしふり (GuitarFreaks V7&DrumMania V7)

### pop'n stage
- beAchest beAch

### ee'MALL
- Moonlight Prayer (ee'MALL)
- Custom-made Girl -NOT FOR SALE!- (ee'MALL 2nd avenue)

### jubeat
- キルト (Des-Sana+wpt9)

### REFLEC BEAT
- Twinkle Wonderland REFLEC BEAT limelight)

### Otros
- @n H@ppy Choice